# 伊甸園體育場
伊甸園體育場(Eden Arena)位於捷克首都布拉格，球場建於1953年，並於2003年12月拆除重建。2008年5月7日，球場重新開幕，成為捷克足球甲級聯賽球隊布拉格斯拉維亞的主場。2013年8月30日歐洲超級盃在此举行。

## 图片
- 2012年9月
- 2012年7月
- 2009年9月